# Kamień Żółw
Kamień Żółw – skalny ostaniec wierzchowinowy w miejscowości Tarnawa w województwie małopolskim, w przysiółku Wola Tarnawska. Znajduje się na grzbiecie trzywierzchołkowego, zalesionego wzgórza Grodziec. Najwyższy (wschodni) wierzchołek tego wzgórza ma wysokość 435 m n.p.m., środkowy, na którym znajduje się Kamień Żółw 420 m. Pod względem geograficznym rejon ten należy do Pogórza Wiśnickiego.
Kamień Żółw ma formę ambony przekształcającej się stopniowo w grzyb skalny. Powstał w wyniku wietrzenia skał. Zbudowany jest z piaskowców i zlepieńców. Nazwa pochodzi od jego charakterystycznego kształtu. Składa się bowiem z niskiej ambony o nieregularnym kształcie i sterczącego grzyba o wysokości 8 m i średnicy 3 m w kapeluszu. Jest pomnikiem przyrody nieożywionej.